# Sonata per a piano núm. 8 (Beethoven)
La Sonata per a piano núm. 8, en do menor, op. 13, de Ludwig van Beethoven, va ser composta entre 1798 i 1799 i la van publicar el desembre de 1799 amb el títol en francès de Grande sonate pathétique, amb una dedicatòria al príncep Lichnowsky, mecenes del compositor des de la seva arribada a Viena el 1792.
La Sonata patètica, com se la coneix popularment, pertany al període on Beethoven començava a afirmar el seu estil i a separar-se de la influència de Haydn i de Mozart. En aquesta etapa compon els primers Sis quartets de corda, del Septet, el Concert per a piano núm. 1 i la Primera simfonia. Obra brillant i innovadora, pot ser considerada com la primera obra mestra per a piano de Beethoven. És una de les seves composicions més cèlebres.
Comprèn tres moviments i la seva execució dura aproximadament una mica menys de vint minuts. La cèlebre melodia de l'Adagio, àmpliament utilitzada en el cinema i en publicitat, ha fet molt per a l'èxit de la sonata i per a la celebritat de l'autor.

## Moviments
1. Grave — Allegro di molto e con brio
2. Adagio cantabile
3. Rondo: Allegro

El primer moviment comença amb una introducció (Grave), recurs que apareix per primera vegada en la producció de Beethoven. El Grave suscita sentiments de dolor atenuats per alguns moments més lluminosos. Connectat a la introducció, apareix la secció Allegro molto i amb brio, amb un començament tempestuós, violentament dramàtic i apassionat. Com passa sovint en Beethoven, aquest primer tema es contraposa a un altre tema més melòdic i expressiu. El tema de la introducció apareix un altre cop abans de la secció de desenvolupament, i una vegada més abans de la coda final. La tensió emocional del moviment, concentrat, extens i complex, és un referent històric en la literatura pianística.

Sonata Patètica: Adagio cantabile. Primers compassos

El famós segon moviment, Adagio cantabile, és d'una gran bellesa, assossegat i dolç, aparentment simple però harmònicament dens. La idea principal es pot trobar en altres obres de Beethoven com el Quartet op. 18 núm. 2 i el Septet op. 20.
Cal destacar la unificació temàtica de la sonata a partir d'una cèl·lula cíclica, que apareix en totes les seccions de la sonata: el nucli temàtic del Grave es reprodueix en el moviment Allegro, i el segon tema de l'allegro és una amplificació del Grave. També és la base per al final de la melodia del moviment Adagio cantabile i per al tema principal del rondó. Se solen destacar a més les ambicions simfòniques i tímbriques de la sonata, molt rica en textures.
El 1983, una versió pop del segon moviment amb el títol Midnight Blue per la cantant d'òpera anglesa Louise Tucker (1956) va ser un èxit a les llistes d'èxits d'Europa i dels Estats Units.